# Papyrusgulsångare
Papyrusgulsångare (Calamonastides gracilirostris) är en fåtalig, hotad och lokalt förekommande afrikansk fågel i familjen rörsångare.

## Utseende och läten
Papyrusgulsångaren är en medelstor (14 cm) rörsångare. Fjäderdräkten varmt olivbrun till rostbrun ovan, det senare framför allt på stjärten. Undersidan är gul med olivgrön anstrykning över bröst och flanker. Sången är melodisk och fyllig.
De båda underarterna (eller arterna, se nedan) skiljer sig något. Taxonet bensoni har ljusgult eller vitaktigt öga, ej orangerött, saknar nominatformens rostfärgade flanker, övre stjärttäckare och kanter på ving- och stjärtpennor samt är något mindre. Även lätena skiljer sig.

## Utbredning och systematik
Papyrusgulsångare delas in i två underarter med följande utbredning:
- Calamonastides gracilirostris gracilirostris – förekommer från östra Kongo-Kinshasa till Kenya, västra Uganda och Burundi
- Calamonastides gracilirostris bensoni – i nordöstra Zambia (mynningen av Luapulafloden)

Sedan 2016 urskiljer Birdlife International och naturvårdsunionen IUCN bensoni som den egna arten "zambiagulsångare".

### Släktestillhörighet
Denna art placerades tidigare i släktet Chloropeta tillsammans med berggulsångare och afrikansk gulsångare. DNA-studier visar dock att de två senare är nära släkt med en grupp palearktiska sångare i släktet Hippolais, som stäppsångare och eksångare. Denna grupp har idag lyfts ut till ett eget släkte, Iduna, medan papyrusgulsångaren utgör en egen utvecklingslinje och placeras i Calamonastides.

### Familjetillhörighet
Rörsångarna behandlades tidigare som en del av den stora familjen sångare (Sylviidae). Genetiska studier har dock visat att sångarna inte är varandras närmaste släktingar. Istället är de en del av en klad som även omfattar timalior, lärkor, bulbyler, stjärtmesar och svalor. Idag delas därför Sylviidae upp i ett flertal familjer, däribland Acrocephalidae.

## Status och hot
Internationella naturvårdsunionen IUCN bedömer hotstatus för underarterna, eller arterna, var för sig, båda som sårbara.